# Nicolai Gedda

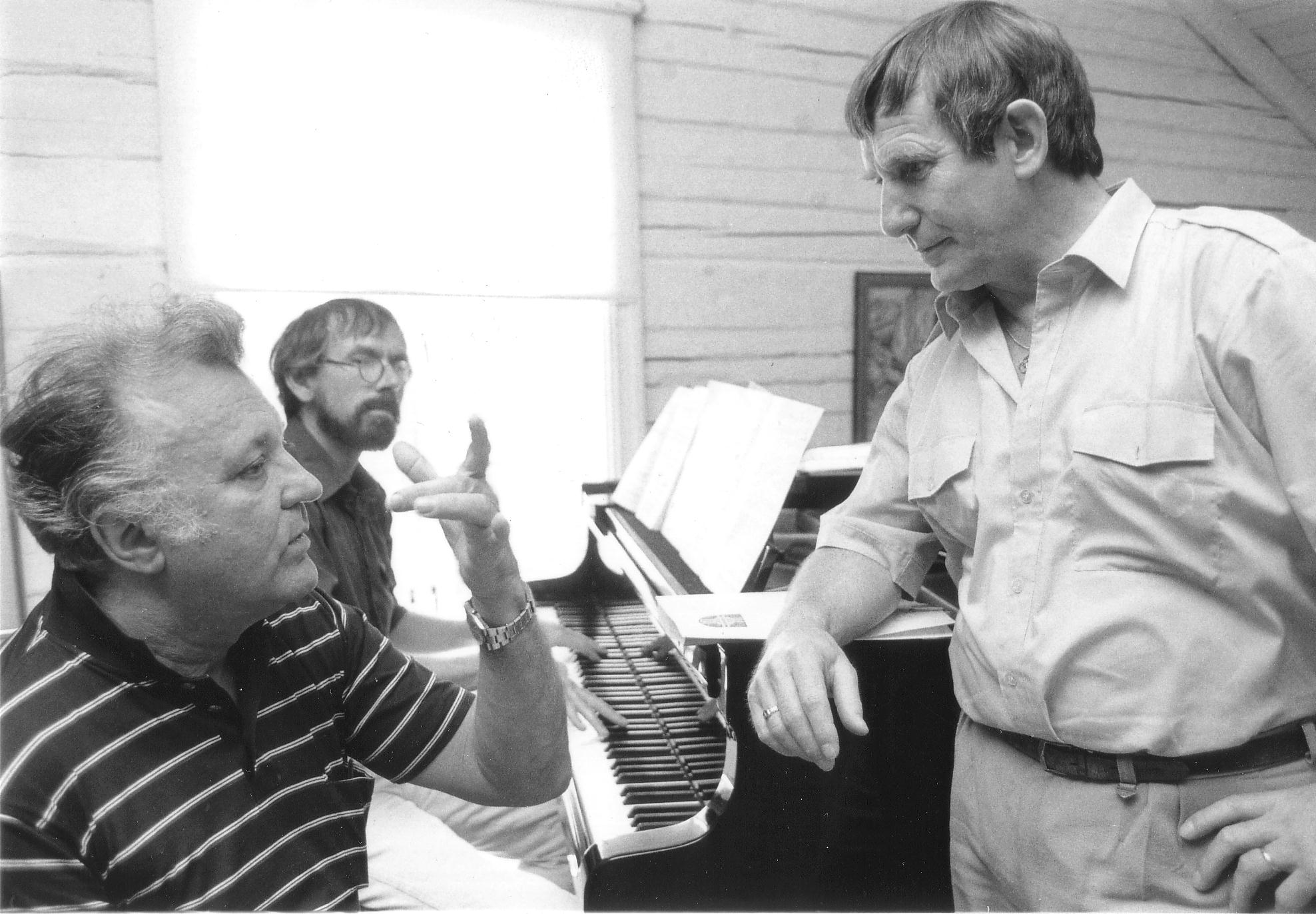
Nicolai Gedda (esquerra), a Finlàndia, debatint amb Caj Ehrstedt, durant el Festival de Korsholm, el 1987.

Nicolai Gedda (Estocolm, 11 de juliol de 1925 - 8 de gener de 2017) fou un tenor suec d'origen rus (el seu cognom real era Ustinov).
Va ser un famós cantant d'òpera i concertista. Havent realitzat aproximadament dos-cents enregistraments, el tenor més enregistrat de la història. El cant i sorprenent versatilitat estilística de Gedda és conegut per la bellesa del seu to, el control vocal, i la percepció musical.
L'abril de 1952, amb 26 anys, Gedda va debutar al Kungliga Teatern, interpretant el paper de Chapelou de l'obra Le Postillon de Lonjumeau, d'Adolphe Adam. El 1953 va debutar a La Scala com a Don Ottavio a Don Giovanni. El 1954, promogut per Herbert von Karajan, va actuar per primer cop a l'Òpera Garnier de París com a tenor de l'òpera Oberon de Carl Maria von Weber. També el 1954 va debutar a la Royal Opera House com a Duc de Màntua a l'òpera Rigoletto de Verdi. El 1957, Gedda va debutar en l'Òpera del Metropolitan amb l'òpera de Charles Gounod Faust i el 1970 el seu demorat debut al Teatro Colón (Buenos Aires) al costat de Beverly Sills a Manon.
Fou un cantant amb una llarguíssima carrera professional, el maig de 2001 encara va interpretar l'emperador Altoum a l'òpera de Puccini Turandot, i el de prevere a l'obra de Mozart Idomeneo, el juny de 2003.
És autor de la biografia Gåvan är inte gratis (El do no és de franc, 1978).